# Parotocinclus cristatus
Parotocinclus cristatus är en fiskart som beskrevs av Garavello, 1977. Parotocinclus cristatus ingår i släktet Parotocinclus och familjen Loricariidae. Inga underarter finns listade i Catalogue of Life.